# Zuce
Zuce (cyr. Зуце) – wieś w Serbii, w mieście Belgrad, w gminie miejskiej Voždovac. W 2011 roku liczyła 2001 mieszkańców.